# Jerzy Bąkowski-Jaxa
Jerzy Józef Bąkowski (ur. 15 marca 1897 w Szczepankowie k. Poznania, zm. wiosną 1940 w Katyniu) – polski sędzia, porucznik kawalerii Wojska Polskiego, ofiara zbrodni katyńskiej.

## Życiorys
Syn Józefa i Zofii z Krzyżanowskich. Absolwent Wydziału Prawa na Uniwersytecie Poznańskim. Uczestnik I wojny światowej i wojny polsko-bolszewickiej w szeregach 15 pułku ułanów. Odznaczył się w bitwach pod Maciejowicami i Grosowem. Zdemobilizowany i przydzielony w rezerwie do macierzytego pułku. 29 stycznia 1932 prezydent RP nadał mu stopień porucznika z dniem z 2 stycznia 1932 i 12. lokatą w korpusie oficerów rezerwowych kawalerii. Później został przydzielony w rezerwie do 2 pułku szwoleżerów w Starogardzie.
Do 1939 był sędzią grodzkim. 9 listopada 1936 został przeniesiony z Sądu Grodzkiego w Tczewie do Sądu Grodzkiego w Gdyni. 16 grudnia 1937 wrócił do Sądu Grodzkiego w Tczewie.
W czasie kampanii wrześniowej 1939, po agresji ZSRR na Polskę, w nieznanych okolicznościach wzięty do niewoli sowieckiej. Przebywał w obozie jenieckim w Kozielsku. Wiosną 1940 został zamordowany przez funkcjonariuszy NKWD w lesie katyńskim i tam pogrzebany w bezimiennej mogile zbiorowej, gdzie od 28 lipca 2000 mieści się oficjalnie Polski Cmentarz Wojenny w Katyniu. Figuruje na liście wywózkowej 014 z 4 kwietnia 1940, na której odnotowano jedynie nazwisko Bąkowski.
5 października 2007 minister obrony narodowej Aleksander Szczygło mianował go pośmiertnie na stopień kapitana. Awans został ogłoszony 9 listopada 2007 w Warszawie, w trakcie uroczystości „Katyń Pamiętamy – Uczcijmy Pamięć Bohaterów”.

## Ordery i odznaczenia
- Krzyż Walecznych dwukrotnie[2]

15 marca 1937 Komitet Krzyża i Medalu Niepodległości odrzucił wniosek o nadanie mu tego odznaczenia.